# 伊賀市立崇広中学校
伊賀市立崇広中学校（いがしりつ すうこうちゅうがっこう）は、三重県伊賀市にある公立中学校。
校舎は上野城及び崇広堂の敷地内に位置し、校名も崇広堂に因む。

## 沿革
- 1947年（昭和22年）5月3日 - 上野市に上野市立第一中学校・上野市立第二中学校・上野市立第三中学校が開校。第一中学校は上野小学校[1]・久米小学校・小田小学校で、第二中学校は新居小学校・三田小学校で、第三中学校は花之木小学校・長田小学校で、それぞれ授業を開始。
- 1948年（昭和23年）5月14日 - 第一中学校・第二中学校・第三中学校の校区を再編し、上野市立西中学校と改称。校舎は旧・三重県立阿山高等女学校（三重県立上野高等学校の前身のひとつ）のものを流用。
- 1948年（昭和23年）6月24日 - 上野市立崇廣中学校と改称。
- 1950年（昭和25年）7月1日 - 新居・花之木・長田地区へのスクールバス運行開始。
- 1950年（昭和25年）9月1日 - 夜間中学を久米小学校に併設。
- 1960年（昭和35年）3月31日 - スクールバス運行を三重交通へ移管。
- 1964年（昭和39年）3月31日 - 夜間中学を閉校。
- 2002年（平成14年）2月12日 - 新校舎竣工式を挙行。
- 2004年（平成16年）11月1日 - 市町村合併に伴い、伊賀市立崇広中学校と改称。
- 2007年（平成19年）4月16日 - 給食を開始。
- 2009年（平成21年）4月1日 - 校区再編により伊賀市立緑が丘中学校、伊賀市立桃青中学校のそれぞれ一部の校区を編入。

## 通学区域
以下4校の小学校区。
- 伊賀市立上野西小学校
- 伊賀市立久米小学校
- 伊賀市立上野北小学校

## 周辺
- 三重県立上野高等学校 - 東側に隣接。
- 上野城
- 崇広堂 - 南東に隣接。
- 朝日稲荷大社
- 鍵屋ノ辻
- 三重交通伊賀営業所上野車庫
- 国道25号
- 国道163号

## アクセス
- 伊賀鉄道 西大手駅から北へ100m
- 三重交通 西大手バス停下車
- 国道25号沿い

## 卒業生
- 中井洽 - 衆議院議員、国家公安委員会委員長、法務大臣。
- 大知正紘[2] - シンガーソングライター
- 藤山智史 - サッカー選手